# Arévalo de la Sierra
Arévalo de la Sierra és un municipi espanyol ubicat a la província de Sòria, dins la comunitat autònoma de Castella i Lleó.

## Història
Durant la primera guerra carlina, Ramon Cabrera i Grinyó hi fou ferit quan retornava al Maestrat per recuperar Cantavella, que havia estat capturada pels liberals mentre ell s'havia incorporat a l'Expedició Gómez.

## Demografia
| 1991 | 1996 | 2001 | 2004 |
| ---- | ---- | ---- | ---- |
| 134  | 120  | 89   | 94   |